# ローズマリー・ブラウン

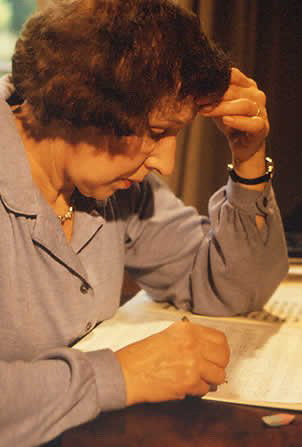
ローズマリー・ブラウン

ローズマリー・ブラウン（Rosemary Brown, 1916年7月27日 - 2001年11月16日）は、イギリスの音楽霊媒師。

## 概要
自分は死んだ作曲家に、口述筆記で新作を託されていると主張していた。1970年代に、フランツ・リスト、ヨハネス・ブラームス、ヨハン・ゼバスティアン・バッハ、セルゲイ・ラフマニノフ、フランツ・シューベルト、エドヴァルド・グリーグ、クロード・ドビュッシー、フレデリック・ショパン、ロベルト・シューマン、ルートヴィヒ・ヴァン・ベートーヴェンから託されたという作品を作り出し、多少メディアをにぎわせた。
ブラウンは、子供の時に少しピアノをかじったことをのぞけば、自分は音楽を習ったことがないと言っていた。実は音楽は上達したのだが、困ったことに、健忘症によって忘れてしまったという可能性もなくはない。しかしながらこのような発想は、ブラウン家のかかりつけの医師によって馬鹿げていると却下された。
ブラウンは1969年にBBCによって調査された。彼女はピアノの前に座ると、リストの霊が現れてくるのを待っていた。そのうち彼女は、リストに口述されたという1曲を作り上げた。それは難しすぎて彼女に弾けないことがわかったので、別のピアニストがそれを弾くことになった。この曲は、その後にリストの研究者によって調査された。その研究者が言うには、この曲は、巨匠の作品と明らかな類似点が見出されるということだった。しかしながら、様式的にくだんの作曲家に似ているけれども、リストの存命中に作られた作品と同じ水準のものではないと唱える音楽学者もいる。
ブラウンによって作り出された音楽のいくつかの録音はレコード『A Musical Seance』（1970年。邦題：『ローズマリーの霊感〜詩的で超常的な調べ』) として発売され、 『Unfinished Symphonies: Voices from the Beyond William Morrow』（1971年。『詩的で超常的な調べ〜霊界の楽聖たちが私に授けてくれたもの』国書刊行会、平川富士男訳）をはじめとしたいくつかの著書が出版された。

## 関連文献
- 歴史雑学探究倶楽部 (2010). 世界と日本の怪人物FILE. 学研パブリッシング. p. 171. ISBN 9784054044449
- 並木伸一郎 (2014). 世界の超人・怪人・奇人. 学研プラス. p. 66. ISBN 9784059161011
- 新倉イワオ (2018). あなたの知らない世界（２）. 株式会社アドレナライズ. p. 137. ISBN 9784776792024